# Fritz Pollard
Frederick Douglass "Fritz" Pollard  (27 de enero de 1894 – 11 de mayo de 1986) fue el primer entrenador en jefe afroamericano en la historia de la National Football League, y fue el único hasta que Art Shell estuvo a cargo de los Oakland Raiders en 1989. Pollard junto con Bobby Marshall fueron los primeros dos jugadores afroamericanos en la NFL en 1920. El escritor deportivo Walter Camp calificó a Pollard como "uno de los más grandes corredores que estos ojos hayan visto.

## Carrera colegial
Pollard se graduó de la escuela Lane Technical College Prep High School en Chicago donde destacó en atletismo, fútbol americano (running back) y béisbol. Antes recibir una Beca Rockefeller para asistir a Brown en 1915, Pollard jugó fútbol americano brevemente en Northwestern, Harvard y Darthmouth. Ya en Brown, en 1916, Pollard llegó a calificar para ser miembro del equipo olímpico de los Estados Unidos. Fue seleccionado por Walter Camp para la posición de halfback en el equipo All-America de 1916, convirtiéndose en el primer afroamericano en jugar una posición dentro del backfield en un equipo All-America, y fue el segundo en ser seleccionado por Camp para el equipo. Participó en la edición de 1916 del Rose Bowl. 

## Jugador profesional
Pollard jugó fútbol americano a nivel profesional con los Akron Pros desde 1919, equipo que se unió a la American Professional Football Association en 1920, ganando en ese mismo año el primer campeonato oficial de la NFL, terminando invictos en esa temporada. En 1921, se convirtió en el co-entrenador de los Akron Pros, mientras aún mantenía su posición como running back. También jugó en los equipos Milwaukee Badgers, Hammond Pros, Gilberton Cadamounts y Providence Steam Roller. Algunas fuentes indican que Pollard también fue co-entrenador de los Milwaukee Badgers con Al Garrett en 1922. También fue entrenador de un equipo no afiliado a la NFL Gilberton Cadamounts en 1923 así como con los Hammond Pros en 1923.

## Equipo Chicago Black Hawks
En 1928, Pollard organizó y fue entrenador de los Chicago Black Hawks, un equipo profesional de fútbol americano el cual contaba solo con jugadores afroamericanos. Los Black Hawks jugaron en contra de equipos "blancos" alrededor de Chicago, pero gozó de su mayor éxito programando partidos en contra de equipos de la Costa Oeste de Estados Unidos durante los meses de invierno.  

## Legado
Pollard fue pionero en varios aspectos del fútbol americano:
- Primer afroamericano en jugar en el Rose Bowl (1916).
- Nombrado All-American por Walter Camp, primer jugador afroamericano en el backfield.
- Uno de los primeros tres jugadores afroamericanos en las primeras épocas del fútbol americano profesional; Pollard y Jim Thorpe fueron grandes atracciones de taquilla.
- Primer entrenador en jefe afroamericano en la NFL – Hammond, Akron.
- Primer quarterback afroamericano en la NFL (1923).
- Primer afroamericano en ser seleccionado para el Salón de la Fama del Fútbol Americano Universitario (1954).
- Elegido al Salón de la Fama de la NFL (2005)